# Котансу (село)
Котансу — село в Ясненском городском округе Оренбургской области.

## География
Находится на расстоянии примерно 18 километров по прямой на восток-юго-восток от окружного центра города Ясный.

## Климат
Климат сухой, резко континентальный. Средняя температура января −17…-18°С, глубина снежного покрова 25-30 см, малая мощность снежного покрова приводит к промерзанию почвы на глубину до 1,5 м. Лето жаркое и сухое, средняя температура июля +20…+21°С. Также характерной особенностью климата является недостаточность атмосферных осадков, годовая сумма которых не достигает 300 мм. Холодным временем года является период с октября по март, и теплым — с апреля по сентябрь.

## История
Основано на берегах реки Котансу (правый приток верховья реки Кумак) рядом с казахским аулом Котансы украинскими переселенцами (предположительно из Полтавской губернии) в 1908-10 году. В 1929—1930 году здесь был организован колхоз «Заветы Ленина», а в 1939—1940 году, в порядке укрупнения, с ним слился колхоз «Авангард». С 1957 года в порядке реорганизации стал центром отделения № 3 совхоза «Еленовский». С 1992 года после акционирования сельхоз предприятия стал центром отделения ЗАО «Еленовский». С 2007 года центр отделения № 2 СПК (колхоза) «Рассвет». До 2016 года в составе Еленовского сельсовета Ясненского района, после преобразования обоих муниципальных образований в составе Ясненского городского округа.

## Население
Постоянное население в 2002 году составляло 270 человек (казахи - 67 %), 144 в 2010 году.